# Villarejo del Valle
Villarejo del Valle község Spanyolországban, Ávila tartományban. Villarejo del Valle Mombeltrán, San Esteban del Valle, Navalosa, Hoyocasero, San Martín del Pimpollar és Cuevas del Valle községekkel határos. Lakosainak száma 314 fő (2024).

## Népesség
A település népessége az utóbbi években az alábbiak szerint változott:
| Lakosok száma | 513  | 485  | 463  | 451  | 433  | 394  | 391  | 347  | 332  | 314  |
|               | 2001 | 2004 | 2006 | 2009 | 2011 | 2014 | 2016 | 2019 | 2021 | 2024 |